# Bătaie la stroi

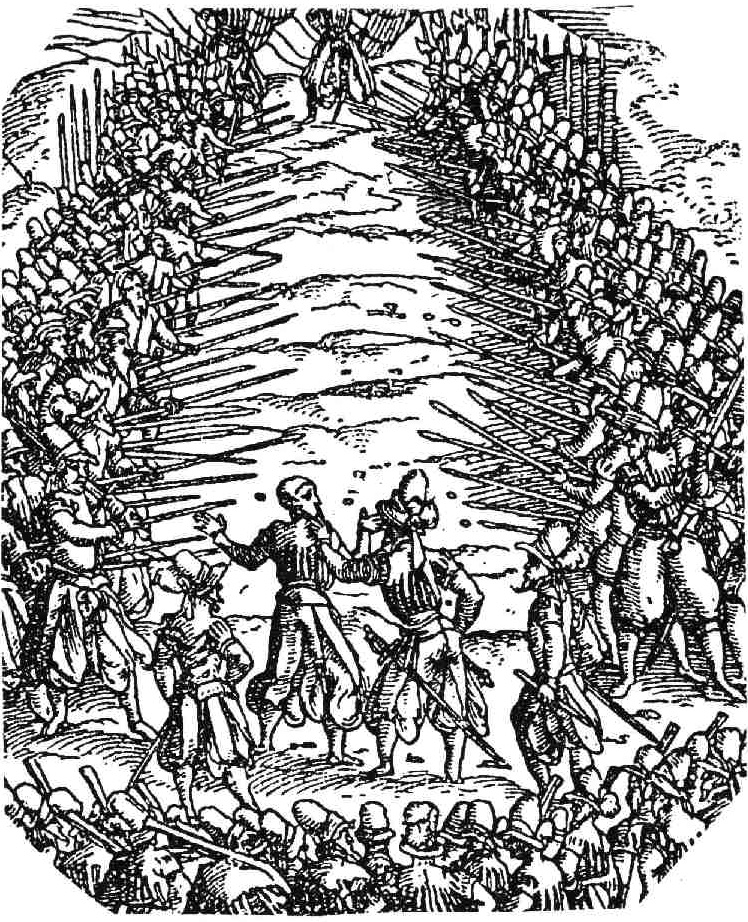
Ilustraţie de bătaie la stroi dintr-o carte din 1525

Bătaia la stroi (sau purtarea în stroi) a fost o formă veche de pedeapsă corporală în armată, în care cel pedepsit este forțat să treacă prin două rânduri de soldați care îl lovesc cu vergi sau sulițe. Pentru a-l împiedeca să fugă, un soldat mergea în fața lui cu o sabie.
Metoda își are originea în obiceiul numit fustuarium din Roma Antică, și a fost folosită sub diferite forme până în secolul al XIX-lea.